# Calophya clavuligera
Calophya clavuligera (лат.) — вид мелких полужесткокрылых насекомых рода Calophya из семейства Calophyidae.

## Распространение
Встречаются в Неотропике: Аргентина, Боливия, Бразилия (Риу-Гранди-ду-Сул), Парагвай, Уругвай.

## Описание
Мелкие полужесткокрылые насекомые. Имаго не известны, описания сделаны по преимагинальным стадиям развития. Личинка пятого возраста жёлтая, дорзум с растянутой коричневой средней полосой от вершины головы до кончика брюшка. Глаза сероватые, вершины усиков тёмно-коричневые. Спинная поверхность утонченная, дискообразная, почти округлая, склеротизированная. Вентральная поверхность мембранозная. Передний край головы почти прямой, посередине слабо узкая выемка. Усики неправильной треугольной формы, с небольшими тонкими сетами. Ноги с очень маленькими коготками. Передний край плечевых лопастей заканчивается дистальнее переднего края глаза. Спинная часть брюшка без среднего ряда выступов. Голова, зачаток крыльев и края брюшка окаймлены очень тонкими сектасетами.
Питаются, высасывая сок растений. В основном связаны с растениями рода Литрея (Lithrea brasiliensis, Lithrea molleoides) семейства анакардиевые. Вид был впервые описан в 2000 году швейцарским колеоптерологом Даниэлем Буркхардтом (Naturhistorisches Museum, Базель, Швейцария) и его коллегой Ивом Бассетом (Smithsonian Tropical Research Institute, Панама).